# 2023-as Formula–1 holland nagydíj
A holland nagydíj a 2023-as Formula–1 világbajnokság tizenharmadik futama volt, amelyet 2023. augusztus 25. és augusztus 27. között rendeztek meg a Circuit Zandvoort versenypályán, Zandvoortban.

## Választható keverékek
| Abroncs              | Friss | Használt |
| -------------------- | ----- | -------- |
| Kemény keverék (C1)  |       |          |
| Közepes keverék (C2) |       |          |
| Lágy keverék (C3)    |       |          |
| Átmeneti esőgumi (I) |       |          |
| Teljes esőgumi (W)   |       |          |

## Szabadedzések

### Első szabadedzés
A holland nagydíj első szabadedzését augusztus 25-én, pénteken délután tartották, magyar idő szerint 12:30-tól.
| helyezés | versenyző        | csapat/motor          | elért idő  | különbség | futott kör |
| -------- | ---------------- | --------------------- | ---------- | --------- | ---------- |
| 1        | Max Verstappen   | Red Bull-Honda RBPT   | 1:11,852   | −         | 31         |
| 2        | Fernando Alonso  | Aston Martin-Mercedes | 1:12,130   | +0,278    | 22         |
| 3        | Lewis Hamilton   | Mercedes              | 1:12,225   | +0,373    | 24         |
| 4        | Sergio Pérez     | Red Bull-Honda RBPT   | 1:12,323   | +0,471    | 27         |
| 5        | Alexander Albon  | Williams-Mercedes     | 1:12,447   | +0,595    | 25         |
| 6        | Lando Norris     | McLaren-Mercedes      | 1:12,460   | +0,608    | 22         |
| 7        | Logan Sargeant   | Williams-Mercedes     | 1:12,617   | +0,765    | 30         |
| 8        | Oscar Piastri    | McLaren-Mercedes      | 1:12,658   | +0,806    | 21         |
| 9        | Cunoda Júki      | AlphaTauri-Honda RBPT | 1:12,749   | +0,897    | 21         |
| 10       | Esteban Ocon     | Alpine-Renault        | 1:12,802   | +0,950    | 29         |
| 11       | George Russell   | Mercedes              | 1:12,813   | +0,961    | 23         |
| 12       | Pierre Gasly     | Alpine-Renault        | 1:12,895   | +1,043    | 30         |
| 13       | Daniel Ricciardo | AlphaTauri-Honda RBPT | 1:12,990   | +1,138    | 26         |
| 14       | Kevin Magnussen  | Haas-Ferrari          | 1:13,322   | +1,470    | 30         |
| 15       | Valtteri Bottas  | Alfa Romeo-Ferrari    | 1:13,448   | +1,596    | 30         |
| 16       | Charles Leclerc  | Ferrari               | 1:13,519   | +1,667    | 26         |
| 17       | Csou Kuan-jü     | Alfa Romeo-Ferrari    | 1:13,826   | +1,974    | 20         |
| 18       | Nico Hülkenberg  | Haas-Ferrari          | 1:14,023   | +2,171    | 13         |
| 19       | Robert Svarcman  | Ferrari               | 1:14,803   | +2,951    | 25         |
| 20       | Lance Stroll     | Aston Martin-Mercedes | idő nélkül |           | 2          |

### Második szabadedzés
A holland nagydíj második szabadedzését augusztus 25-én, pénteken délután tartották, magyar idő szerint 16:00-tól.
| helyezés | versenyző        | csapat/motor          | elért idő | különbség | futott kör |
| -------- | ---------------- | --------------------- | --------- | --------- | ---------- |
| 1        | Lando Norris     | McLaren-Mercedes      | 1:11,330  | −         | 30         |
| 2        | Max Verstappen   | Red Bull-Honda RBPT   | 1:11,353  | +0,023    | 26         |
| 3        | Alexander Albon  | Williams-Mercedes     | 1:11,599  | +0,269    | 31         |
| 4        | Lewis Hamilton   | Mercedes              | 1:11,638  | +0,308    | 27         |
| 5        | Cunoda Júki      | AlphaTauri-Honda RBPT | 1:11,720  | +0,390    | 31         |
| 6        | Pierre Gasly     | Alpine-Renault        | 1:11,766  | +0,436    | 30         |
| 7        | Sergio Pérez     | Red Bull-Honda RBPT   | 1:11,817  | +0,487    | 29         |
| 8        | Lance Stroll     | Aston Martin-Mercedes | 1:11,835  | +0,505    | 31         |
| 9        | Valtteri Bottas  | Alfa Romeo-Ferrari    | 1:11,857  | +0,527    | 31         |
| 10       | Fernando Alonso  | Aston Martin-Mercedes | 1:11,863  | +0,533    | 31         |
| 11       | Charles Leclerc  | Ferrari               | 1:11,915  | +0,585    | 30         |
| 12       | Logan Sargeant   | Williams-Mercedes     | 1:11,934  | +0,604    | 32         |
| 13       | Esteban Ocon     | Alpine-Renault        | 1:12,001  | +0,671    | 30         |
| 14       | George Russell   | Mercedes              | 1:12,009  | +0,679    | 28         |
| 15       | Csou Kuan-jü     | Alfa Romeo-Ferrari    | 1:12,074  | +0,744    | 30         |
| 16       | Carlos Sainz Jr. | Ferrari               | 1:12,093  | +0,763    | 31         |
| 17       | Kevin Magnussen  | Haas-Ferrari          | 1:12,404  | +1,074    | 28         |
| 18       | Nico Hülkenberg  | Haas-Ferrari          | 1:12,693  | +1,363    | 31         |
| 19       | Oscar Piastri    | McLaren-Mercedes      | 1:12,901  | +1,571    | 6          |
| 20       | Daniel Ricciardo | AlphaTauri-Honda RBPT | 1:13,096  | +1,766    | 2          |

### Harmadik szabadedzés
A holland nagydíj harmadik szabadedzését augusztus 26-án, szombaton délután tartották, magyar idő szerint 11:30-tól.
| helyezés | versenyző        | csapat/motor          | elért idő  | különbség | futott kör |
| -------- | ---------------- | --------------------- | ---------- | --------- | ---------- |
| 1        | Max Verstappen   | Red Bull-Honda RBPT   | 1:21,631   | −         | 18         |
| 2        | George Russell   | Mercedes              | 1:22,010   | +0,379    | 18         |
| 3        | Sergio Pérez     | Red Bull-Honda RBPT   | 1:22,631   | +1,000    | 18         |
| 4        | Fernando Alonso  | Aston Martin-Mercedes | 1:22,634   | +1,003    | 14         |
| 5        | Lewis Hamilton   | Mercedes              | 1:22,723   | +1,092    | 18         |
| 6        | Alexander Albon  | Williams-Mercedes     | 1:22,750   | +1,119    | 19         |
| 7        | Oscar Piastri    | McLaren-Mercedes      | 1:22,892   | +1,261    | 20         |
| 8        | Valtteri Bottas  | Alfa Romeo-Ferrari    | 1:22,965   | +1,334    | 25         |
| 9        | Charles Leclerc  | Ferrari               | 1:23,093   | +1,462    | 12         |
| 10       | Lando Norris     | McLaren-Mercedes      | 1:23,158   | +1,527    | 24         |
| 11       | Pierre Gasly     | Alpine-Renault        | 1:23,210   | +1,579    | 15         |
| 12       | Carlos Sainz Jr. | Ferrari               | 1:23,438   | +1,807    | 17         |
| 13       | Cunoda Júki      | AlphaTauri-Honda RBPT | 1:23,544   | +1,913    | 18         |
| 14       | Logan Sargeant   | Williams-Mercedes     | 1:23,570   | +1,939    | 20         |
| 15       | Nico Hülkenberg  | Haas-Ferrari          | 1:23,640   | +2,009    | 20         |
| 16       | Esteban Ocon     | Alpine-Renault        | 1:23,806   | +2,175    | 12         |
| 17       | Lance Stroll     | Aston Martin-Mercedes | 1:24,058   | +2,427    | 15         |
| 18       | Liam Lawson      | AlphaTauri-Honda RBPT | 1:26,343   | +4,712    | 26         |
| 19       | Csou Kuan-jü     | Alfa Romeo-Ferrari    | 1:28,482   | +6,851    | 9          |
| 20       | Kevin Magnussen  | Haas-Ferrari          | idő nélkül |           | 1          |

## Időmérő edzés
A holland nagydíj időmérő edzését augusztus 26-án, szombaton délután tartották, magyar idő szerint 15:00-tól.
| helyezés              | rajtszám | versenyző        | csapat/motor          | 1. rész  | 2. rész  | 3. rész  | rajthely   | futott kör |
| --------------------- | -------- | ---------------- | --------------------- | -------- | -------- | -------- | ---------- | ---------- |
| 1                     | 1        | Max Verstappen   | Red Bull-Honda RBPT   | 1:20,965 | 1:18,856 | 1:10,567 | 1          | 31         |
| 2                     | 4        | Lando Norris     | McLaren-Mercedes      | 1:21,276 | 1:19,769 | 1:11,104 | 2          | 30         |
| 3                     | 63       | George Russell   | Mercedes              | 1:21,345 | 1:19,620 | 1:11,294 | 3          | 32         |
| 4                     | 23       | Alexander Albon  | Williams-Mercedes     | 1:20,939 | 1:19,399 | 1:11,419 | 4          | 21         |
| 5                     | 14       | Fernando Alonso  | Aston Martin-Mercedes | 1:21,840 | 1:19,429 | 1:11,506 | 5          | 30         |
| 6                     | 55       | Carlos Sainz Jr. | Ferrari               | 1:21,321 | 1:19,929 | 1:11,754 | 6          | 32         |
| 7                     | 11       | Sergio Pérez     | Red Bull-Honda RBPT   | 1:21,972 | 1:19,856 | 1:11,880 | 7          | 33         |
| 8                     | 81       | Oscar Piastri    | McLaren-Mercedes      | 1:21,231 | 1:19,392 | 1:11,938 | 8          | 31         |
| 9                     | 16       | Charles Leclerc  | Ferrari               | 1:22,019 | 1:19,600 | 1:12,665 | 9          | 27         |
| 10                    | 6        | Logan Sargeant   | Williams-Mercedes     | 1:22,036 | 1:20,067 | 1:16,748 | 10         | 27         |
| 11                    | 18       | Lance Stroll     | Aston Martin-Mercedes | 1:21,570 | 1:20,121 |          | 11         | 22         |
| 12                    | 10       | Pierre Gasly     | Alpine-Renault        | 1:21,735 | 1:20,128 |          | 12         | 21         |
| 13                    | 44       | Lewis Hamilton   | Mercedes              | 1:21,919 | 1:20,151 |          | 13         | 18         |
| 14                    | 22       | Cunoda Júki      | AlphaTauri-Honda RBPT | 1:21,781 | 1:20,230 |          | 17[a]      | 22         |
| 15                    | 27       | Nico Hülkenberg  | Haas-Ferrari          | 1:21,891 | 1:20,250 |          | 14         | 20         |
| 16                    | 24       | Csou Kuan-jü     | Alfa Romeo-Ferrari    | 1:22,067 |          |          | 15         | 12         |
| 17                    | 31       | Esteban Ocon     | Alpine-Renault        | 1:22,110 |          |          | 16         | 12         |
| 18                    | 20       | Kevin Magnussen  | Haas-Ferrari          | 1:22,192 |          |          | boxutca[b] | 11         |
| 19                    | 77       | Valtteri Bottas  | Alfa Romeo-Ferrari    | 1:22,260 |          |          | 18         | 12         |
| 20                    | 40       | Liam Lawson      | AlphaTauri-Honda RBPT | 1:23,420 |          |          | 19         | 12         |
| 107%-os idő: 1:26,604 |          |                  |                       |          |          |          |            |            |

Megjegyzések:
- ↑ a:  — Cunoda Júki eredetileg a 14. helyről kezdte volna a futamot, de mivel feltartotta a Q2-ben a gyors körét teljesítő Lewis Hamiltont, ezért 3 rajthelyes büntetést kapott.[3]
- ↑ b:  — Kevin Magnussen eredetileg a 18. helyről kezdte volna a futamot, de a boxutcából rajtolt, mivel számos alkatrészt cseréltek az autójába, valamint megszegték a parc fermé-szabályt.[4]

## Futam
A holland nagydíj futamát augusztus 27-én, vasárnap délután tartották, magyar idő szerint 15:00-kor.
| helyezés | rajtszám | versenyző        | csapat/motor          | futott kör | idő/kiesés oka   | rajthely | pont  |
| -------- | -------- | ---------------- | --------------------- | ---------- | ---------------- | -------- | ----- |
| 1        | 1        | Max Verstappen   | Red Bull-Honda RBPT   | 72         | 2:24:04,411      | 1        | 25    |
| 2        | 14       | Fernando Alonso  | Aston Martin-Mercedes | 72         | +3,744           | 5        | 19[a] |
| 3        | 10       | Pierre Gasly     | Alpine-Renault        | 72         | +7,058           | 12       | 15    |
| 4        | 11       | Sergio Pérez     | Red Bull-Honda RBPT   | 72         | +10,068[b]       | 7        | 12    |
| 5        | 55       | Carlos Sainz Jr. | Ferrari               | 72         | +12,541          | 6        | 10    |
| 6        | 44       | Lewis Hamilton   | Mercedes              | 72         | +13,209          | 13       | 8     |
| 7        | 4        | Lando Norris     | McLaren-Mercedes      | 72         | +13,232          | 2        | 6     |
| 8        | 23       | Alexander Albon  | Williams-Mercedes     | 72         | +15,155          | 4        | 4     |
| 9        | 81       | Oscar Piastri    | McLaren-Mercedes      | 72         | +16,580          | 8        | 2     |
| 10       | 31       | Esteban Ocon     | Alpine-Renault        | 72         | +18,346          | 16       | 1     |
| 11       | 18       | Lance Stroll     | Aston Martin-Mercedes | 72         | +20,087          | 11       |       |
| 12       | 27       | Nico Hülkenberg  | Haas-Ferrari          | 72         | +20,840          | 14       |       |
| 13       | 40       | Liam Lawson      | AlphaTauri-Honda RBPT | 72         | +26,147          | 19       |       |
| 14       | 77       | Valtteri Bottas  | Alfa Romeo-Ferrari    | 72         | +27,388          | 18       |       |
| 15       | 22       | Cunoda Júki      | AlphaTauri-Honda RBPT | 72         | +29,893[c]       | 17       |       |
| 16       | 20       | Kevin Magnussen  | Haas-Ferrari          | 72         | +31,410[d]       | boxutca  |       |
| 17       | 63       | George Russell   | Mercedes              | 72         | +55,754          | 3        |       |
| Ki       | 24       | Csou Kuan-jü     | Alfa Romeo-Ferrari    | 62         | baleset          | 15       |       |
| Ki       | 16       | Charles Leclerc  | Ferrari               | 41         | baleseti sérülés | 9        |       |
| Ki       | 2        | Logan Sargeant   | Williams-Mercedes     | 14         | baleset          | 10       |       |

Megjegyzések:
- ↑ a:  — Fernando Alonso a helyezéséért járó pontok mellett a versenyben futott leggyorsabb körért további 1 pontot szerzett.
- ↑ b:  — Sergio Pérez a 3. helyen végzett, de utólag öt másodperces időbüntetést kapott a boxutcában való sebességtúllépés miatt.[5]
- ↑ c:  — Cunoda Júki a 13. helyen végzett, de 5 másodperces időbüntetést kapott, mert összeütközött George Russellel.
- ↑ d:  — Kevin Magnussen eredetileg a 14. helyen végzett, de 5 másodperces időbüntetést kapott, mert a biztonsági autó mögött megszegte a tízautós szabályt.[6]

## A világbajnokság állása a verseny után
| H   | Versenyzők       | Pont | H   | Konstruktőrök         | Pont |
| --- | ---------------- | ---- | --- | --------------------- | ---- |
| 1.  | Max Verstappen   | 339  | 1.  | Red Bull-Honda RBPT   | 540  |
| 2.  | Sergio Pérez     | 201  | 2.  | Mercedes              | 255  |
| 3.  | Fernando Alonso  | 168  | 3.  | Aston Martin-Mercedes | 215  |
| 4.  | Lewis Hamilton   | 156  | 4.  | Ferrari               | 201  |
| 5.  | Carlos Sainz Jr. | 102  | 5.  | McLaren-Mercedes      | 111  |
| 6.  | Charles Leclerc  | 99   | 6.  | Alpine-Renault        | 73   |
| 7.  | George Russell   | 99   | 7.  | Williams-Mercedes     | 15   |
| 8.  | Lando Norris     | 75   | 8.  | Haas-Ferrari          | 11   |
| 9.  | Lance Stroll     | 47   | 9.  | Alfa Romeo-Ferrari    | 9    |
| 10. | Pierre Gasly     | 37   | 10. | AlphaTauri-Honda RBPT | 3    |

## Statisztikák
- Vezető helyen:
  - Max Verstappen: 61 kör (1 és 13–72)
  - Lando Norris: 1 kör (2)
  - Sergio Pérez: 10 kör (3–12)
- Max Verstappen 28. pole-pozíciója és a 46. futamgyőzelme.
- Fernando Alonso 24. versenyben futott leggyorsabb köre.
- A Red Bull Racing 105. futamgyőzelme.
- Max Verstappen 90., Fernando Alonso 105., Pierre Gasly 4. dobogós helyezése.
- Liam Lawson első Formula–1-es nagydíja.[7]
- Max Verstappen egymást követő 9 futamgyőzelmet szerzett egy szezonon belül, amivel beállította Sebastian Vettel 2013-ban felállított rekordját.[8]